# Francisco Arias
Pour les articles homonymes, voir Arias.
Francisco Arias ou François Arias, dit le père Arias, (1533-1605) était un religieux ascète et un écrivain espagnol du Siècle d'or espagnol.

## Biographie
Né à Séville, Francisco Arias enseigna la théologie, puis se consacra au service des prisonniers. 
On a de lui des Œuvres spirituelles, qui étaient estimées de saint François de Sales.